# 陈伯义
陈伯义（？—589年），字堅之，吳興郡長城縣（今浙江長興縣）人。南朝陳宗室，陳文帝陈蒨的第九子。

## 生平
文帝天嘉六年（565年）八月，陳伯義被立为江夏王。太建元年（569年），陳頊即位後，出任宣惠将军、东扬州刺史，置佐史。不久升為宣毅将军、持节、散骑常侍、都督合、霍二州诸军事、合州刺史。太建十四年（582年），徵陳伯義入朝出任侍中、忠武将军、金紫光禄大夫。祯明三年（589年）隋灭陈，被迫入关，迁于瓜州，在路途中去世。

## 家庭

### 母
張修容，陈文帝的妃嫔，陈文帝即位后，封为修容。

### 妻妾
- 夫人柳氏，隋梁州西县令柳淮卿女

### 兒子
- 陈元基，陳朝時封湘潭侯，隋炀帝大業年間，官至穀熟县令。
- 陈察（576年－620年），次子，隋武都郡曲水县令，义宁二年为阴平郡太守，官终使持节文州诸军事、文州刺史。生陈昭烈。陈昭烈生唐朝荆州大都督府司马陈颐。

## 資料來源
- 《陳書》卷二十八 列傳第二十二 世祖九王

## 外部連結
[在维基数据编辑]
 《南史/卷65》，出自李延壽《南史》